# إيوس سينغولاري
في القانون الروماني، إيوس سينغولاري (باللاتينية: "ius singulare" حرفياً "القانون الفردي") هو مصطلح لاتيني كان يعبر عن قانون خاص ينطبق على فئة معينة من الأشخاص، مثل الجنود أو القصر، أو على فرد معين، على عكس إيوس كوموني كيفيوم رومانوروم، القانون المشترك لجميع المواطنين الرومانيين. في الواقع، كان "إيوس سينغولاري" "تقنية لدمج قوانين جديدة دون الحاجة إلى تغيير القوانين القديمة".
غالبًا ما كان "إيوس سينغولاري" يمنح ميزة للمجموعة أو الفرد المحدد. في روما القديمة، كان بريفيليجيوم تشريعًا قانونيًا قد يؤثر سلبًا على فرد أو مجموعة (البريفيليجياري)، ولكن في العصر الإمبراطوري، أصبح معنى "بريفيليجيوم" يشير إلى "الامتياز" وكان يُستخدم أحيانًا كمرادف لـ"إيوس سينغولاري".